# Ferrocianur de potassi
El ferrocianur de potassi, (no s'ha de confondre amb el ferricianur de potassi), també conegut com a prussiat de potassi o hexacianidoferrat de potassi (II), és un complex químic (compost de coordinació) de fórmula K₄[Fe(CN)₆]•3H₂O, que forma cristalls monoclínics de color groc llimona a temperatura ambient i es descompon en el seu punt d'ebullició.

## Síntesi
El ferrocianur de potassi és el producte de la reacció entre el ferrocianur d'hidrogen i l'hidròxid de potassi:
H₄[Fe(CN)₆] + KOH → K₄[Fe(CN)₆]•3H₂O
Aquest compost és un agent fortament reductor i, per tant, és incompatible amb els agents oxidants. L'addició de clorats metàl·lics, perclorats, nitrats, o nitrits a la solució pot fer una gran explosió.

## Toxicitat
El ferrocianur de potassi per si mateix és només lleugerament tòxic, però afegint un àcid a la solució aquosa allibera gas de cianur d'hidrogen que és tòxic. Encara que no és mutagen, pot causar irritació quan s'inhala o resta en contacte amb la pell. La dosi letal (LD50) en taxa és de 6400 mg/kg.

## Usos
Pot servir d'adob nitrogenat a les plantes i es fa servir en tècniques de jardineria. Industrialment es fa servir en extraccions de metalls i per fer adhesius, ordinadors electrònics, retardants del foc, cosmètics, tints mitges de niló, pintures, tintes productes farmacèutics i propel·lents de coets. També, en baixes dosis. és un additiu alimentari. Treu el coure (dels fungicides cúprics emprats en la vinya) del vi negre. En laboratori serveix per determinar la concentració del permanganat de potassi que sovint es fa servir en la titulació de les reaccions redox.

## Història
Aquesta substància es va utilitzar en un intent d'atemptat terrorista de febrer de l'any 2002 a Itàlia contra l'ambaixada dels Estats Units amb la intenció d'enverinar l'aigua, però no ho haurien aconseguti sense la presència d'un àcid que alliberés cianur d'hidrogen.